# Cuencas e islas entre río Bueno y río Puelo
Las cuencas e islas entre río Bueno y río Puelo son el ítem 104 del inventario BNA, un ente administrativo creado por de la Dirección General de Aguas que reúne varias cuencas contiguas exorreicas de régimen pluvial y nivopluvial ubicadas en la Región de Los Lagos y que cubren un área de 1.350.674 hectáteras.
(A estas cuencas pertenece la cuenca del río Maullín, que tiene un artículo propio.)

der

## Límites y relieve

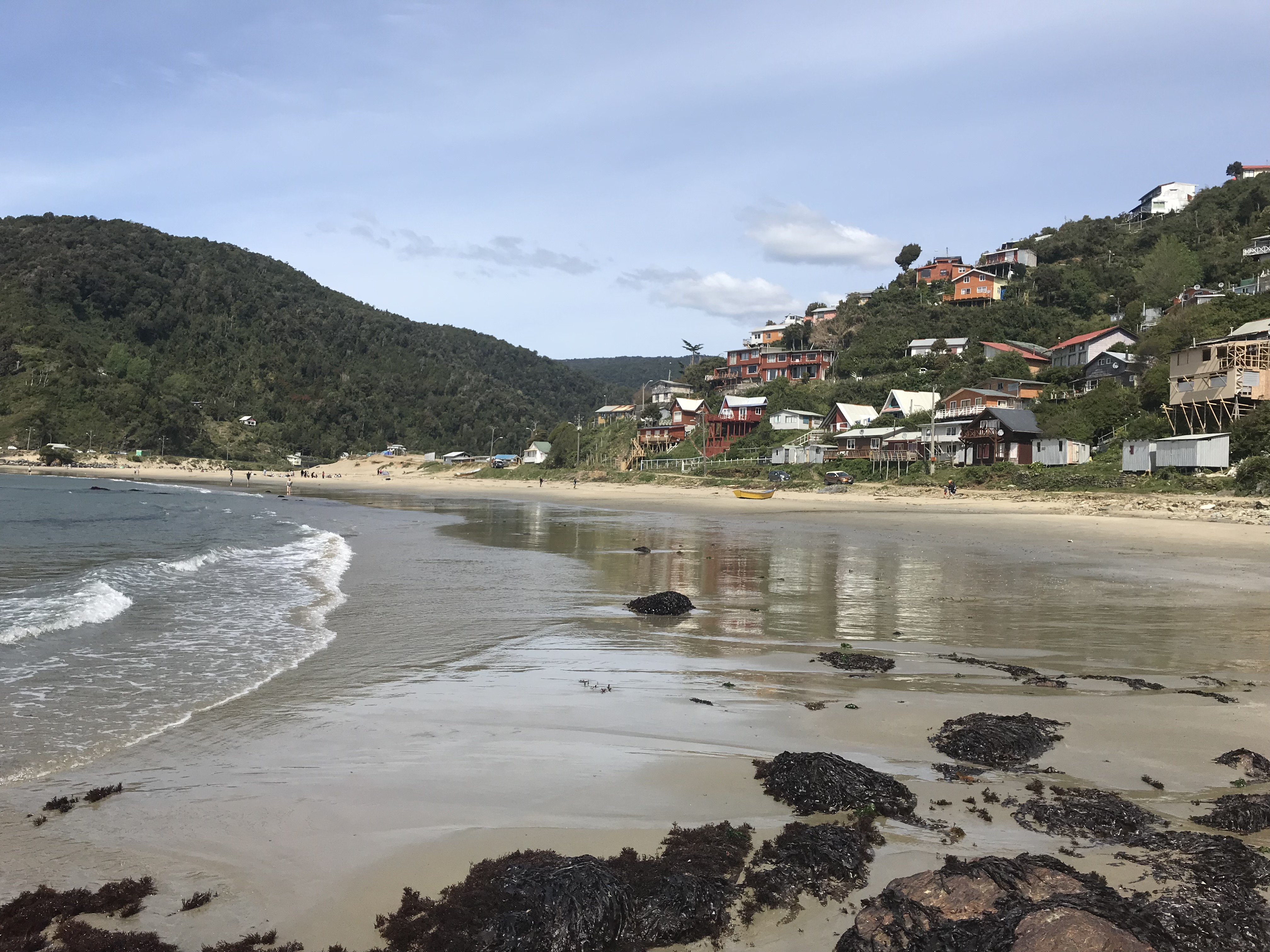
El balneario Maicolpue.

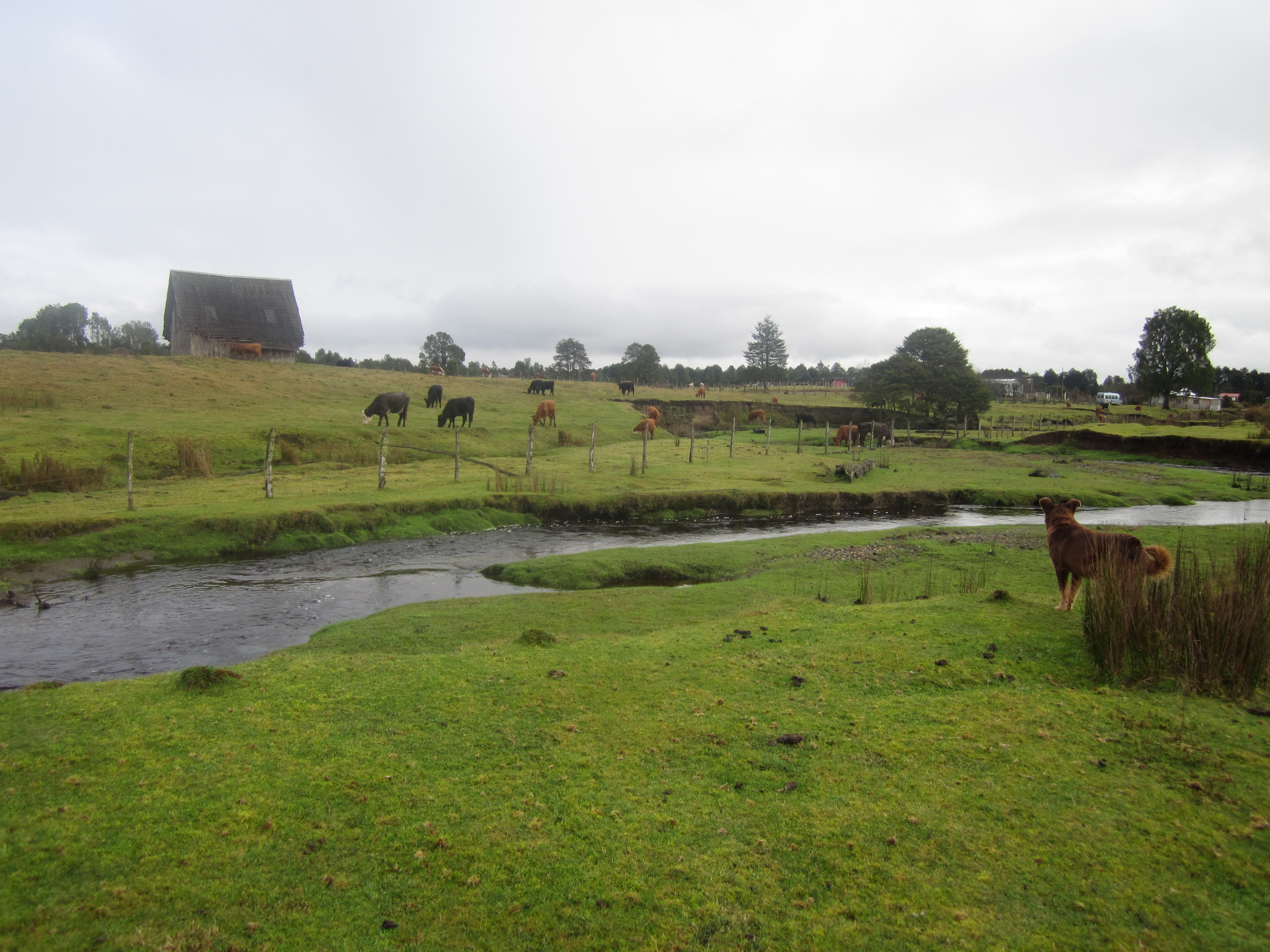
El estero Chinchihuapi, al norte de Puerto Montt.

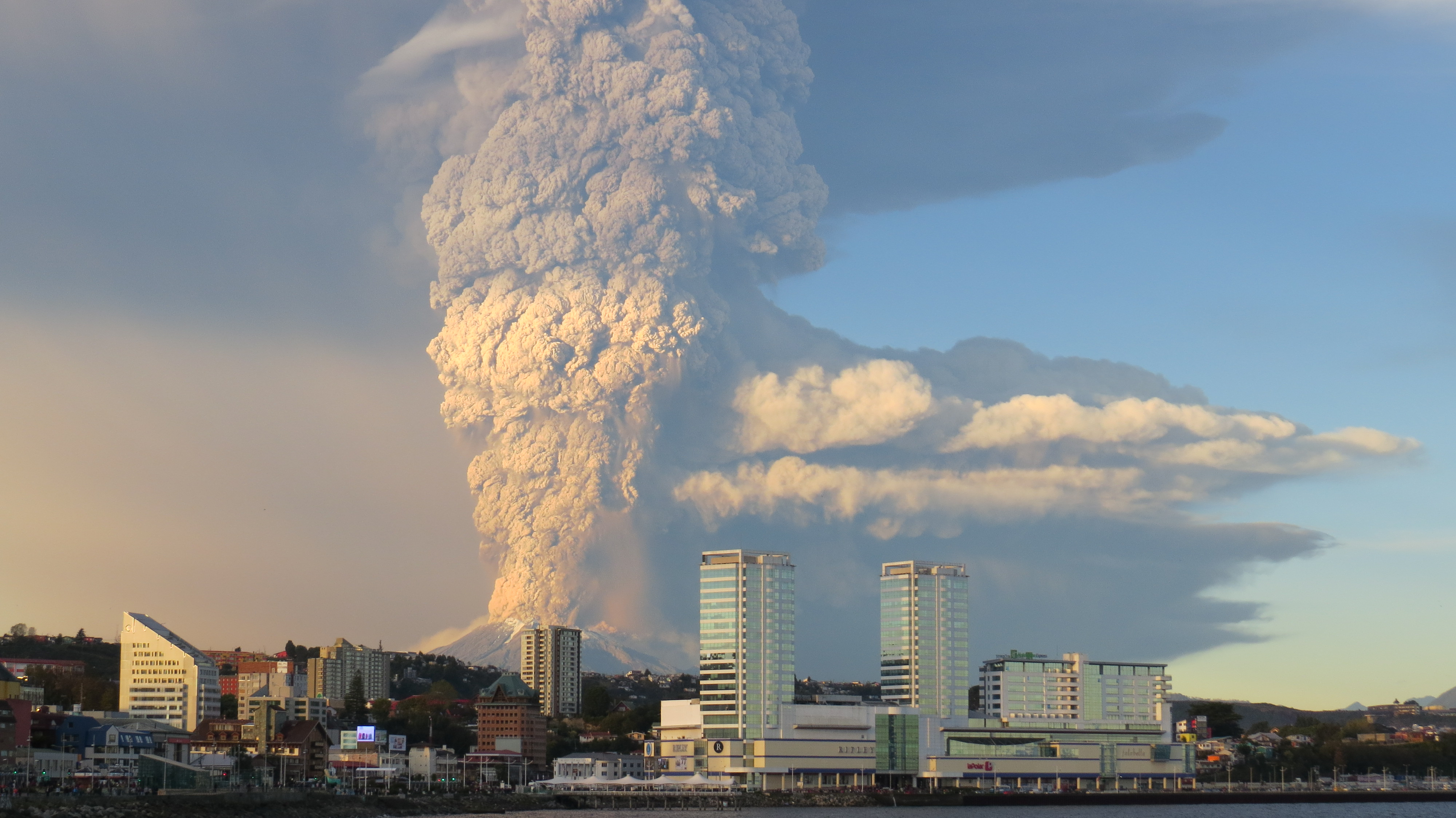
Erupción del volcán Calbuco. Ni el Calbuco ni Puerto Montt están en las cuencas, sin embargo, ambos tiene una influencia natural y antrópica en las cuencas del ítem.

Los límites hidrográficos de estas cuencas son: hacia el norte con la cuenca del río Bueno y, siguiendo el sentido de los punteros del reloj, limita al este, ya en territorio argentino con la cuenca del río Limay uno de los formativos del río Negro y al sur de este último con la cuenca del río Chubut. Siguiendo el recorrido, limita con la binacional cuenca del río Puelo y luego derechamente al sur, separado por el fiordo de Reloncaví, con las cuencas costeras entre río Puelo y río Yelcho. Al sur, está el fiordo de Reloncaví, el canal de Chacao, el golfo Coronados que ya es el océano Pacífico que es también su límite poniente.
La Región de Los Lagos tiene una geomorfología compuesta por 4 formas: las planicies litorales, la cordillera de la Costa, la depresión intermedia que se hunde finalmente en el seno de Reloncaví y la cordillera de Los Andes cuyas mayores alturas descienden hasta un promedio de 2500 m s. n. m.

## Población
El sistema de información y monitoreo de biodiversidad del Ministerio del Medio Ambiente de Chile señala la siguiente distribución de la superficie de la cuenca entre las comunas (el porcentaje es de la cuenca):
| Región    | Provincia  | Comuna               | Hectáreas     | Porcentaje |
| --------- | ---------- | -------------------- | ------------- | ---------- |
| Los Lagos |            |                      | 1.297.028,562 | 96,028%    |
|           | Llanquihue |                      | 1.045.193,218 | 77,383%    |
|           |            | Puerto Montt         | 166.820,544   | 12,351%    |
|           |            | Calbuco              | 53.715,797    | 3,977%     |
|           |            | Cochamó              | 54.515,255    | 4,036%     |
|           |            | Fresia               | 103.170,028   | 7,638%     |
|           |            | Frutillar            | 34.278,066    | 2,538%     |
|           |            | Los Muermos          | 122.719,289   | 9,086%     |
|           |            | Llanquihue           | 28.182,166    | 2,087%     |
|           |            | Maullín              | 81.208,606    | 6,012%     |
|           |            | Puerto Varas         | 400.583,467   | 29,658%    |
|           | Osorno     |                      | 251.835,344   | 18,645%    |
|           |            | Puerto Octay         | 40.776,03     | 3,019%     |
|           |            | Purranque            | 64.749,87     | 4,794%     |
|           |            | Puyehue              | 10.291,796    | 0,762%     |
|           |            | Río Negro            | 47.555,94     | 3,521%     |
|           |            | San Juan de la Costa | 88.461,708    | 6,549%     |
| Los Ríos  |            |                      | 0,102         | < 0,1%     |
|           | Ranco      |                      | 0,102         | < 0,1%     |
|           |            | La Unión             | 0,102         | < 0,1%     |

En estas cuencas se ubican las ciudades de Maullín, Los Muermos, Carelmapu, Maicolpue, Llanquihue, Puerto Varas, Alerce (Chile), Puerto Octay, Las Cascadas, Frutillar y Puerto Montt. Fresia queda inmediatamente al norte de la divisoria de aguas con el río Negro (Rahue).

## Subdivisiones
La Dirección General de Aguas subdivide o reúne las cuencas de Chile acorde a las necesidades de estudio y gestión. Existen dos inventarios que han logrado ser aceptados como principales, el del inventario de cuencas del Banco Nacional de Aguas (BNA) de 1978, de mayor uso, y el inventario de cuencas del Departamento de Administración de Recursos Hídricos (DARH) de 2014 de mejor cartografía que ha obligado a redefinir algunos límites, a veces con cambios mayores, pero también por algunas redefiniciones del concepto de subcuenca.
Bajo el BNA el código del ítem es 104. Ei inventario DARH ha enlistado esa área en 6 ítems diferentes numerados 1000, 1001, 1002, 1003, 1004 y 1005.
La subdivisión del BNA es como sigue:
| Cuenca                                                 | Subcuenca | Subsubcuenca | Aguas                                                                       | Área drenaje km² | Observaciones |
| ------------------------------------------------------ | --------- | ------------ | --------------------------------------------------------------------------- | ---------------- | ------------- |
| 104 Cuencas e islas entre Río Bueno y Río Puelo (mapa) |           |              |                                                                             |                  |               |
| 104                                                    | 1040      | 10400        | Costeras Entre Río Bueno y Río Llesquehue (Excluido)                        | 295              |               |
| 104                                                    | 1040      | 10401        | Costeras Entre Río Llesquehue (Incluido) y Río Hueyelhue (Río Tranallaguin) | 487              |               |
| 104                                                    | 1040      | 10402        | Río Hueyelhue                                                               | 372              |               |
| 104                                                    | 1040      | 10403        | Costeras Entre Río Hueyelhue y Río Guayusca (Excluido)                      | 380              |               |
| 104                                                    | 1040      | 10404        | Costeras Entre Río Guayusca (Incluido) y Río Llico                          | 381              |               |
| 104                                                    | 1040      | 10405        | Río Llico                                                                   | 1398             |               |
| 104                                                    | 1040      | 10406        | Costeras entre Río Llico y Río Quenuir                                      | 266              |               |
| 104                                                    | 1040      | 10407        | Río Quenuir                                                                 | 419              |               |
| 104                                                    | 1041      | 10410        | Lago Llanquihue y afluentes                                                 | 1570             |               |
| 104                                                    | 1041      | 10411        | Río Maullín Entre Desagüe Lago Llanquihue y Río Calabozo                    | 370              |               |
| 104                                                    | 1041      | 10412        | Río Calabozo                                                                | 290              |               |
| 104                                                    | 1041      | 10413        | Río Negro                                                                   | 360              |               |
| 104                                                    | 1041      | 10414        | Río Maullín entre Río Calabozo y Río Gómez                                  | 299              |               |
| 104                                                    | 1041      | 10415        | Río Gómez                                                                   | 278              |               |
| 104                                                    | 1041      | 10416        | Río Maullín entre Río Gómez y bajo Río Cebadal                              | 486              |               |
| 104                                                    | 1041      | 10417        | Río Maullín entre Río Del Cebadal y Desembocadura                           | 320              |               |
| 104                                                    | 1042      | 10420        | Costeras Entre Río Maullín y Río Astillero (Incluido)                       | 144              |               |
| 104                                                    | 1042      | 10421        | Costeras Entre Río Astillero y Río El Dao (Incluido)                        | 128              |               |
| 104                                                    | 1042      | 10422        | Costeras entre Río El Dao y Punta Ilque                                     | 136              |               |
| 104                                                    | 1042      | 10423        | Islas Puluqui y adyacentes                                                  | 390              |               |
| 104                                                    | 1042      | 10424        | Isla Guar                                                                   | 175              |               |
| 104                                                    | 1042      | 10425        | Costeras entre Punta Ilque y Río Chamiza                                    | 26               |               |
| 104                                                    | 1042      | 10426        | Isla Tenglo y Maillen                                                       | 96               |               |
| 104                                                    | 1043      | 10430        | Lago Chapo                                                                  | 339              |               |
| 104                                                    | 1043      | 10431        | Río Chamiza Entre Desagüe Lago Chapo y Bajo Estero Pangal                   | 186              |               |
| 104                                                    | 1043      | 10432        | Río Chamiza Entre Estero Pangal y Desembocadura                             | 289              |               |
| 104                                                    | 1044      | 10440        | Costeras Entre Río Chamiza y Río Lenca (Excluido)                           | 129              |               |
| 104                                                    | 1044      | 10441        | Río Lenca                                                                   | 112              |               |
| 104                                                    | 1044      | 10442        | Costeras Entre Río Lenca y Río Chilco (Incluido)                            | 86               |               |
| 104                                                    | 1044      | 10443        | Costeras Entre Río Chilco (Excluido) y Río Petrohue                         | 223              |               |
| 104                                                    | 1045      | 10450        | Río Negro                                                                   | 453              |               |
| 104                                                    | 1045      | 10451        | Río Peulla                                                                  | 206              |               |
| 104                                                    | 1045      | 10452        | Río Blanco                                                                  | 392              |               |
| 104                                                    | 1045      | 10453        | Río Cachimba                                                                | 206              |               |
| 104                                                    | 1045      | 10454        | Lago Todos Los Santos                                                       | 985              |               |
| 104                                                    | 1045      | 10455        | Río Petrohue Entre Desagüe Lago Todos Los Santos y Río Hueñu-Hueñu          | 103              |               |
| 104                                                    | 1045      | 10456        | Río Hueñu-Hueñu                                                             | 135              |               |
| 104                                                    | 1045      | 10457        | Río Petrohue Entre Río Hueñu-Hueñu y Desembocadura                          | 225              |               |
| 104                                                    | 1046      | 10460        | Costeras entre Río Petrohue y Río Cochamó                                   | 133              |               |
| 104                                                    | 1046      | 10461        | Río Cochamó                                                                 | 294              |               |
| 104                                                    | 1046      | 10462        | Costeras entre Río Cochamó y Puelo                                          | 48               |               |
| total:                                                 | 7         | 41           | Región: X (100%) / Tipo: Exorreica / Desemb.: O. Pacífico                   | 13610            |               |

La disposición de cuencas en el inventario DARH es la siguiente:
| Código      | Nombre                                                   | Código en mapa                                           | Tipología de cuenca                                      | Vertiente de cuenca                                      | Origen de cuenca                                         | Temperatura media anual (C°)                             | Temperatura máxima (C°)                                  | Temperatura mínima (C°)                                  | Precipitación anual (mm)                                 | Número de estaciones fluviométricas                      | Número de estaciones pluviométricas                      | Área (km²)                                               |
| ----------- | -------------------------------------------------------- | -------------------------------------------------------- | -------------------------------------------------------- | -------------------------------------------------------- | -------------------------------------------------------- | -------------------------------------------------------- | -------------------------------------------------------- | -------------------------------------------------------- | -------------------------------------------------------- | -------------------------------------------------------- | -------------------------------------------------------- | -------------------------------------------------------- |
| 1000        | Cuencas Costeras entre Río Bueno y Río Maullín           | Cuencas Costeras entre Río Bueno y Río Maullín           | Cuencas Costeras entre Río Bueno y Río Maullín           | Cuencas Costeras entre Río Bueno y Río Maullín           | Cuencas Costeras entre Río Bueno y Río Maullín           | Cuencas Costeras entre Río Bueno y Río Maullín           | Cuencas Costeras entre Río Bueno y Río Maullín           | Cuencas Costeras entre Río Bueno y Río Maullín           | Cuencas Costeras entre Río Bueno y Río Maullín           | Cuencas Costeras entre Río Bueno y Río Maullín           | Cuencas Costeras entre Río Bueno y Río Maullín           | Cuencas Costeras entre Río Bueno y Río Maullín           |
| 100000      | Costeras entre Río Dehui y Río Quihue                    | 0                                                        | Exorreica                                                | Pacífico                                                 | Pluvial                                                  | 8.6                                                      | 17.2                                                     | 2.4                                                      | 2074.5                                                   | 0                                                        | 0                                                        | 293.8                                                    |
| 100001      | Costeras entre Río Llesquehue y Río Muicolpue            | 0                                                        | Exorreica                                                | Pacífico                                                 | Pluvial                                                  | 9.8                                                      | 18.2                                                     | 3.5                                                      | 1838.5                                                   | 1                                                        | 1                                                        | 531.0                                                    |
| 100002      | Río Hueyelhue                                            | 0                                                        | Exorreica                                                | Pacífico                                                 | Pluvial                                                  | 8.8                                                      | 17.1                                                     | 2.7                                                      | 1908.5                                                   | 0                                                        | 0                                                        | 395.3                                                    |
| 100003      | Costeras entre Río Hueyelhue y Río Guayusca              | 0                                                        | Exorreica                                                | Pacífico                                                 | Pluvial                                                  | 8.3                                                      | 16.3                                                     | 2.5                                                      | 1997.5                                                   | 0                                                        | 0                                                        | 397.8                                                    |
| 100004      | Costeras desde Río Guayusca hasta Río Llico              | 0                                                        | Exorreica                                                | Pacífico                                                 | Pluvial                                                  | 8.4                                                      | 15.9                                                     | 2.8                                                      | 2038.2                                                   | 0                                                        | 0                                                        | 367.1                                                    |
| 10000500    | Río Llico                                                | 1                                                        | Exorreica                                                | Pacífico                                                 | Pluvial                                                  | 9.9                                                      | 17.5                                                     | 4.0                                                      | 1850.2                                                   | 0                                                        | 1                                                        | 879.4                                                    |
| 1000050000  | Río Hueyusca                                             | 2                                                        | Exorreica                                                | Pacífico                                                 | Pluvial                                                  | 9.5                                                      | 17.4                                                     | 3.5                                                      | 1857.4                                                   | 3                                                        | 0                                                        | 535.1                                                    |
| 100006      | Costeras entre Río Llico y Río Quenuir                   | 0                                                        | Exorreica                                                | Pacífico                                                 | Pluvial                                                  | 9.7                                                      | 16.8                                                     | 4.2                                                      | 2031.6                                                   | 0                                                        | 0                                                        | 229.7                                                    |
| 100007      | Río Quenuir                                              | 0                                                        | Exorreica                                                | Pacífico                                                 | Pluvial                                                  | 10.3                                                     | 17.5                                                     | 4.7                                                      | 1949.2                                                   | 0                                                        | 0                                                        | 477.1                                                    |
| 1001        | Cuenca Río Maullín                                       | Cuenca Río Maullín                                       | Cuenca Río Maullín                                       | Cuenca Río Maullín                                       | Cuenca Río Maullín                                       | Cuenca Río Maullín                                       | Cuenca Río Maullín                                       | Cuenca Río Maullín                                       | Cuenca Río Maullín                                       | Cuenca Río Maullín                                       | Cuenca Río Maullín                                       | Cuenca Río Maullín                                       |
| 100100      | Lago Llanquihue                                          | 0                                                        | Exorreica                                                | Pacífico                                                 | Pluvial                                                  | 10.8                                                     | 20.8                                                     | 3.3                                                      | 1809.8                                                   | 0                                                        | 1                                                        | 1623.9                                                   |
| 10010000    | Maullín                                                  | 3                                                        | Exorreica                                                | Pacífico                                                 | Pluvial                                                  | 10.8                                                     | 19.1                                                     | 4.3                                                      | 1788.8                                                   | 3                                                        | 0                                                        | 215.3                                                    |
| 10010000051 | Río Trepen                                               | 4                                                        | Exorreica                                                | Pacífico                                                 | Pluvial                                                  | 10.8                                                     | 19.2                                                     | 4.2                                                      | 1896.1                                                   | 0                                                        | 0                                                        | 80.4                                                     |
| 1001010005  | Río Gómez                                                | 5                                                        | Exorreica                                                | Pacífico                                                 | Pluvial                                                  | 10.7                                                     | 18.7                                                     | 4.5                                                      | 1917.8                                                   | 0                                                        | 0                                                        | 197.5                                                    |
| 1001010006  | Río Oscuro del Salto                                     | 7                                                        | Exorreica                                                | Pacífico                                                 | Pluvial                                                  | 10.7                                                     | 18.5                                                     | 4.6                                                      | 1805.0                                                   | 0                                                        | 0                                                        | 52.8                                                     |
| 1001010007  | Río Toledo                                               | 8                                                        | Exorreica                                                | Pacífico                                                 | Pluvial                                                  | 10.8                                                     | 18.7                                                     | 4.6                                                      | 1856.1                                                   | 0                                                        | 0                                                        | 54.8                                                     |
| 1001010008  | Río El Gato                                              | 9                                                        | Exorreica                                                | Pacífico                                                 | Pluvial                                                  | 10.8                                                     | 19.0                                                     | 4.4                                                      | 1829.9                                                   | 0                                                        | 0                                                        | 96.4                                                     |
| 1001010009  | Río Oyarzo                                               | 10                                                       | Exorreica                                                | Pacífico                                                 | Pluvial                                                  | 10.6                                                     | 18.6                                                     | 4.3                                                      | 1759.5                                                   | 0                                                        | 0                                                        | 352.2                                                    |
| 1001010010  | Río Calabozo                                             | 11                                                       | Exorreica                                                | Pacífico                                                 | Pluvial                                                  | 10.5                                                     | 19.2                                                     | 3.8                                                      | 1680.5                                                   | 0                                                        | 1                                                        | 247.6                                                    |
| 1001010011  | Río Negro                                                | 12                                                       | Exorreica                                                | Pacífico                                                 | Pluvial                                                  | 10.7                                                     | 19.5                                                     | 3.8                                                      | 1875.9                                                   | 1                                                        | 0                                                        | 254.6                                                    |
| 10010200    | Río San Pedro Nolasco                                    | 13                                                       | Exorreica                                                | Pacífico                                                 | Pluvial                                                  | 10.8                                                     | 17.8                                                     | 5.4                                                      | 1993.7                                                   | 0                                                        | 1                                                        | 34.3                                                     |
| 10010201    | Río Penol                                                | 14                                                       | Exorreica                                                | Pacífico                                                 | Pluvial                                                  | 10.7                                                     | 18.0                                                     | 5.0                                                      | 1968.8                                                   | 0                                                        | 0                                                        | 225.2                                                    |
| 10010202    | Río Pelpun                                               | 15                                                       | Exorreica                                                | Pacífico                                                 | Pluvial                                                  | 10.8                                                     | 17.9                                                     | 5.3                                                      | 1929.5                                                   | 0                                                        | 0                                                        | 18.8                                                     |
| 10010203    | Río Ostiones                                             | 16                                                       | Exorreica                                                | Pacífico                                                 | Pluvial                                                  | 10.6                                                     | 18.1                                                     | 4.7                                                      | 1853.3                                                   | 0                                                        | 0                                                        | 104.4                                                    |
| 10010204    | Río Olmopulli                                            | 17                                                       | Exorreica                                                | Pacífico                                                 | Pluvial                                                  | 10.7                                                     | 18.3                                                     | 4.8                                                      | 1913.4                                                   | 0                                                        | 0                                                        | 315.3                                                    |
| 1002        | Cuencas Costeras e Islas entre Río Maullín y Río Chamiza | Cuencas Costeras e Islas entre Río Maullín y Río Chamiza | Cuencas Costeras e Islas entre Río Maullín y Río Chamiza | Cuencas Costeras e Islas entre Río Maullín y Río Chamiza | Cuencas Costeras e Islas entre Río Maullín y Río Chamiza | Cuencas Costeras e Islas entre Río Maullín y Río Chamiza | Cuencas Costeras e Islas entre Río Maullín y Río Chamiza | Cuencas Costeras e Islas entre Río Maullín y Río Chamiza | Cuencas Costeras e Islas entre Río Maullín y Río Chamiza | Cuencas Costeras e Islas entre Río Maullín y Río Chamiza | Cuencas Costeras e Islas entre Río Maullín y Río Chamiza | Cuencas Costeras e Islas entre Río Maullín y Río Chamiza |
| 100200      | Río González o Poquitín                                  | 0                                                        | Exorreica                                                | Pacífico                                                 | Pluvial                                                  | 10.7                                                     | 17.6                                                     | 5.3                                                      | 2075.3                                                   | 0                                                        | 0                                                        | 154.9                                                    |
| 100201      | Laguna Petelcura                                         | 0                                                        | Exorreica                                                | Pacífico                                                 | Pluvial                                                  | 10.7                                                     | 18.1                                                     | 4.8                                                      | 2021.4                                                   | 0                                                        | 0                                                        | 129.2                                                    |
| 100202      | Lago Siete Islas                                         | 0                                                        | Exorreica                                                | Pacífico                                                 | Pluvial                                                  | 10.7                                                     | 18.8                                                     | 4.3                                                      | 2017.5                                                   | 0                                                        | 0                                                        | 117.8                                                    |
| 100203      | Estero Chauquiar                                         | 0                                                        | Exorreica                                                | Pacífico                                                 | Pluvial                                                  | 10.8                                                     | 19.1                                                     | 4.4                                                      | 2076.6                                                   | 0                                                        | 0                                                        | 125.1                                                    |
| 100204      | Costeras entre Río Trapén y Lago Siete Islas             | 0                                                        | Exorreica                                                | Pacífico                                                 | Pluvial                                                  | 10.7                                                     | 19.1                                                     | 4.2                                                      | 1947.1                                                   | 0                                                        | 0                                                        | 23.2                                                     |
| 100205      | Isla Tenglo y Maillén                                    | 0                                                        | Exorreica                                                | Pacífico                                                 | Pluvial                                                  | 11.0                                                     | 19.5                                                     | 4.4                                                      | 1919.5                                                   | 0                                                        | 0                                                        | 19.7                                                     |
| 100206      | Isla Guar                                                | 0                                                        | Exorreica                                                | Pacífico                                                 | Pluvial                                                  | 10.9                                                     | 19.5                                                     | 4.2                                                      | 2042.1                                                   | 0                                                        | 0                                                        | 40.5                                                     |
| 100207      | Costeras entre Punta Ilque y Río Chamiza                 | 0                                                        | Exorreica                                                | Pacífico                                                 | Pluvial                                                  | 10.8                                                     | 19.7                                                     | 4.0                                                      | 1939.6                                                   | 0                                                        | 2                                                        | 29.4                                                     |
| 1003        | Cuencas Costeras entre Río Chamiza y Río Petrohué        | Cuencas Costeras entre Río Chamiza y Río Petrohué        | Cuencas Costeras entre Río Chamiza y Río Petrohué        | Cuencas Costeras entre Río Chamiza y Río Petrohué        | Cuencas Costeras entre Río Chamiza y Río Petrohué        | Cuencas Costeras entre Río Chamiza y Río Petrohué        | Cuencas Costeras entre Río Chamiza y Río Petrohué        | Cuencas Costeras entre Río Chamiza y Río Petrohué        | Cuencas Costeras entre Río Chamiza y Río Petrohué        | Cuencas Costeras entre Río Chamiza y Río Petrohué        | Cuencas Costeras entre Río Chamiza y Río Petrohué        | Cuencas Costeras entre Río Chamiza y Río Petrohué        |
| 10030000    | Río Coihuin o Chamiza                                    | 18                                                       | Exorreica                                                | Pacífico                                                 | Pluvial                                                  | 9.7                                                      | 19.7                                                     | 2.2                                                      | 2199.2                                                   | 3                                                        | 1                                                        | 264.5                                                    |
| 1003000000  | Río Chico                                                | 19                                                       | Exorreica                                                | Pacífico                                                 | Pluvial                                                  | 9.9                                                      | 19.7                                                     | 2.4                                                      | 2124.7                                                   | 1                                                        | 0                                                        | 163.8                                                    |
| 1003000001  | Lago Chapo                                               | 20                                                       | Exorreica                                                | Pacífico                                                 | Pluvial                                                  | 8.0                                                      | 19.0                                                     | -0.0                                                     | 2382.4                                                   | 0                                                        | 0                                                        | 322.8                                                    |
| 100301      | Río Sargazo                                              | 0                                                        | Exorreica                                                | Pacífico                                                 | Pluvial                                                  | 8.8                                                      | 19.1                                                     | 1.2                                                      | 2310.0                                                   | 2                                                        | 0                                                        | 205.9                                                    |
| 100302      | Río Lenca                                                | 0                                                        | Exorreica                                                | Pacífico                                                 | Pluvial                                                  | 7.7                                                      | 18.4                                                     | -0.1                                                     | 2287.9                                                   | 0                                                        | 0                                                        | 107.6                                                    |
| 100303      | Costeras entre Río Lenca y Río Chilco                    | 0                                                        | Exorreica                                                | Pacífico                                                 | Pluvial                                                  | 8.3                                                      | 18.7                                                     | 0.5                                                      | 2300.7                                                   | 0                                                        | 0                                                        | 90.8                                                     |
| 100304      | Costeras entre Río Chilco y Río Petrohué                 | 0                                                        | Exorreica                                                | Pacífico                                                 | Pluvial                                                  | 8.6                                                      | 19.7                                                     | 0.4                                                      | 2425.0                                                   | 0                                                        | 0                                                        | 228.2                                                    |
| 1004        | Cuenca Río Petrohué y Lago Todos Los Santos              | Cuenca Río Petrohué y Lago Todos Los Santos              | Cuenca Río Petrohué y Lago Todos Los Santos              | Cuenca Río Petrohué y Lago Todos Los Santos              | Cuenca Río Petrohué y Lago Todos Los Santos              | Cuenca Río Petrohué y Lago Todos Los Santos              | Cuenca Río Petrohué y Lago Todos Los Santos              | Cuenca Río Petrohué y Lago Todos Los Santos              | Cuenca Río Petrohué y Lago Todos Los Santos              | Cuenca Río Petrohué y Lago Todos Los Santos              | Cuenca Río Petrohué y Lago Todos Los Santos              | Cuenca Río Petrohué y Lago Todos Los Santos              |
| 10040000    | Río Petrohué                                             | 21                                                       | Exorreica                                                | Pacífico                                                 | Pluvial                                                  | 8.9                                                      | 20.2                                                     | 0.7                                                      | 2445.4                                                   | 0                                                        | 0                                                        | 300.5                                                    |
| 1004000000  | Río Huenu-Huenu                                          | 22                                                       | Exorreica                                                | Pacífico                                                 | Pluvial                                                  | 8.9                                                      | 19.9                                                     | 0.9                                                      | 2429.5                                                   | 0                                                        | 0                                                        | 146.1                                                    |
| 10040100    | Lago Todos Los Santos                                    | 23                                                       | Exorreica                                                | Pacífico                                                 | Pluvial                                                  | 8.2                                                      | 20.2                                                     | -0.4                                                     | 2455.3                                                   | 1                                                        | 0                                                        | 1131.1                                                   |
| 1004010000  | Río Negro                                                | 24                                                       | Exorreica                                                | Pacífico                                                 | PluvioNival                                              | 6.7                                                      | 19.3                                                     | -2.0                                                     | 1819.9                                                   | 0                                                        | 0                                                        | 454.0                                                    |
| 1004010001  | Río Peulla                                               | 25                                                       | Exorreica                                                | Pacífico                                                 | PluvioNival                                              | 7.0                                                      | 19.6                                                     | -2.0                                                     | 1917.9                                                   | 0                                                        | 0                                                        | 193.9                                                    |
| 1004010002  | Río Blanco                                               | 26                                                       | Exorreica                                                | Pacífico                                                 | Pluvial                                                  | 6.5                                                      | 18.8                                                     | -2.3                                                     | 1884.4                                                   | 0                                                        | 0                                                        | 432.5                                                    |
| 1005        | Cuencas Costeras entre Río Petrohué y Río Puelo          | Cuencas Costeras entre Río Petrohué y Río Puelo          | Cuencas Costeras entre Río Petrohué y Río Puelo          | Cuencas Costeras entre Río Petrohué y Río Puelo          | Cuencas Costeras entre Río Petrohué y Río Puelo          | Cuencas Costeras entre Río Petrohué y Río Puelo          | Cuencas Costeras entre Río Petrohué y Río Puelo          | Cuencas Costeras entre Río Petrohué y Río Puelo          | Cuencas Costeras entre Río Petrohué y Río Puelo          | Cuencas Costeras entre Río Petrohué y Río Puelo          | Cuencas Costeras entre Río Petrohué y Río Puelo          | Cuencas Costeras entre Río Petrohué y Río Puelo          |
| 100500      | Costeras entre Río Petrohué y Río Cochamó                | 0                                                        | Exorreica                                                | Pacífico                                                 | Pluvial                                                  | 8.3                                                      | 19.9                                                     | -0.3                                                     | 2454.0                                                   | 0                                                        | 0                                                        | 129.4                                                    |
| 100501      | Río Cochamó                                              | 0                                                        | Exorreica                                                | Pacífico                                                 | Pluvial                                                  | 6.9                                                      | 18.9                                                     | -1.8                                                     | 2045.2                                                   | 0                                                        | 0                                                        | 304.5                                                    |
| 100502      | Costeras entre Río Cochamó y Puelo                       | 0                                                        | Exorreica                                                | Pacífico                                                 | Pluvial                                                  | 8.4                                                      | 19.9                                                     | 0.0                                                      | 2307.1                                                   | 0                                                        | 0                                                        | 43.7                                                     |

## Hidrología

Diagrama unifilar de la red hidrográfica entre ríos Bueno y Puelo

### Red hidrográfica
Los cuerpos de agua considerados en esta categoría son:

### Caudales y régimen
Con excepción de las cuencas de los ríos Negro y Peulla, ambos en la cuenca del río Petrohué, que reciben una importante descarga de las nieves de la cordillera, todos los otros ríos tienen un régimen pluvial.

### Humedales
El Ministerio del Medio Ambiente consigna los siguientes humedales urbanos en las cuencas del ítem 104:	Antiñir (HU-0059), La Marina (HU-0019), La Marina Sur (HU-0068), Luis Ebel (HU-0098), 	Mallinco Abtao Lawal (HU-0058), Nuco (HU-0088), Pargua (HU-0036), Parque Humedal Baquedano (HU-0096), Quebrada Gramado (HU-0045), Rupallán (HU-0062), San Rafael (HU-0033), Valle Volcanes (HU-0060) y Villa El Lago (HU-0024).

### Glaciares
El inventario público de glaciares de Chile 2022 contabiliza 50 glaciares en las cuencas del ítem 104, cubriendo un área de 46,36 km² y se estima que almacenan unos 2,05 km³ de agua.

## Clima

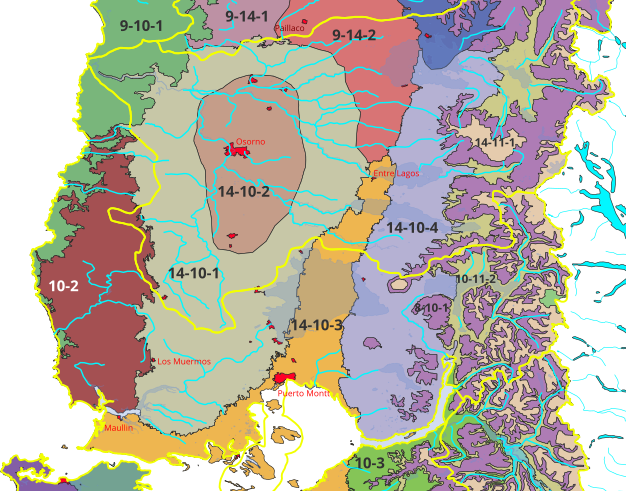
Distritos agroclimáticos en el ítem 104 del inventario BNA de cuencas de Chile según el Atlas agroclimático de Chile. Las líneas amarillas son los límites de los ítems o cuencas.

El Atlas agroclimático de Chile distingue ocho distritos climáticos en la cuenca:
- 8-10-1 Templado frío con régimen de humedad hídrico (CfcHi). La temperatura oscila entre un máximo de enero de 17.7 °C (máx de 22,5 °C y mín de 9,2 °C dentro del distrito) y un mínimo de julio de 0.4 °C (máx de 2,6 °C y mín de -4,1 °C dentro del distrito). Tiene un promedio de 57 días consecutivos libres de heladas. En el año se registra un promedio de 100 heladas. El período de temperaturas favorables a la actividad vegetativa dura 3 meses. Registra anualmente 360 días grado y 1.827 horas de frío acumuladas hasta el 31 de julio. La precipitación media anual es de 3.290 mm y un período seco de 0 meses, con un déficit hídrico de 0 mm/año. El período húmedo dura 12 meses durante los cuales se produce un excedente hídrico de 2.352 mm.
- 9-10-1 Templado cálido mesotermal con régimen de humedad per húmedo (Cfb1pH). La temperatura oscila entre un máximo de enero de 21,6 °C (máx de 23,9 °C y mín de 17,4 °C dentro del distrito) y un mínimo de julio de 5,4 °C (máx de 6 °C y mín de 4,3 °C dentro del distrito). Tiene un promedio de 269 días consecutivos libres de heladas. En el año se registra un promedio de 5 heladas.El período de temperaturas favorables a la actividad vegetativa dura 7 meses. Registra anualmente 892 días grado y 666 horas de frío acumuladas hasta el 31 de julio. La precipitación media anual es de 1.951 mm y un período seco de 0 meses, con un déficit hídrico de 122 mm/año.El período húmedo dura 8 meses durante los cuales se produce un excedente hídrico de 1.102 mm.
- 10-2 Templado cálido mesotermal con régimen de humedad Húmedo (Cfb1f). La temperatura oscila entre un máximo de enero de 19,4 °C y un mínimo de julio de 4,6 °C. Tiene un promedio de 253 días consecutivos libres de heladas. En el año se registra un promedio de 11 heladas. El período de temperaturas favorables a la actividad vegetativa dura 7 meses. Registra anualmente 658 días grado y 939 horas de frío acumuladas hasta el 31 de julio. La precipitación media anual es de 1.845 mm y un período seco de 0 meses, con un déficit hídrico de 60 mm/año. El período húmedo dura 9 meses durante los cuales se produce un excedente hídrico de 1.011 mm.
- 10-3 Templado cálido mesotermal con régimen de humedad Per Húmedo (Cfb1pH). La temperatura oscila entre un máximo de enero de 18,9 °C y un mínimo de julio de 3,8 °C. Tiene un promedio de 180 días consecutivos libres de heladas. En el año se registra un promedio de 22 heladas. El período de temperaturas favorables a la actividad vegetativa dura 5 meses. Registra anualmente 528 días grado y 1.325 horas de frío acumuladas hasta el 31 de julio. La precipitación media anual es de 2.820 mm y un período seco de 0 meses, con un déficit hídrico de 0 mm/año. El período húmedo dura 12 meses durante los cuales se produce un excedente hídrico de 1.994 mm.
- 10-11-2 Templado frío con régimen de humedad Hídrico (CfcHi). La temperatura oscila entre un máximo de enero de 18,1 °C y un mínimo de julio de 1,6 °C. Tiene un promedio de 84 días consecutivos libres de heladas. En el año se registra un promedio de 72 heladas. El período de temperaturas favorables a la actividad vegetativa dura 3 meses. Registra anualmente 334 días grado y 1.794 horas de frío acumuladas hasta el 31 de julio. La precipitación media anual es de 3.020 mm y un período seco de 0 meses, con un déficit hídrico de 0 mm/año. El período húmedo dura 12 meses durante los cuales se produce un excedente hídrico de 2.245 mm.
- 14-10-1 Templado cálido mesotermal con régimen de humedad Húmedo (Cfb1f). La temperatura oscila entre un máximo de enero de 21,8 °C y un mínimo de julio de 3,4 °C. Tiene un promedio de 213 días consecutivos libres de heladas. En el año se registra un promedio de 24 heladas. El período de temperaturas favorables a la actividad vegetativa dura 7 meses. Registra anualmente 826 días grado y 1.171 horas de frío acumuladas hasta el 31 de julio. La precipitación media anual es de 1.516 mm y un período seco de 0 meses, con un déficit hídrico de 151 mm/año. El período húmedo dura 8 meses durante los cuales se produce un excedente hídrico de 716 mm.
- 14-10-3 Templado cálido mesotermal con régimen de humedad Húmedo (Cfb1f). La temperatura oscila entre un máximo de enero de 21,1 °C y un mínimo de julio de 3,4 °C. Tiene un promedio de 192 días consecutivos libres de heladas. En el año se registra un promedio de 24 heladas. El período de temperaturas favorables a la actividad vegetativa dura 7 meses. Registra anualmente 744 días grado y 1.236 horas de frío acumuladas hasta el 31 de julio. La precipitación media anual es de 1.865 mm y un período seco de 0 meses, con un déficit hídrico de 57 mm/año. El período húmedo dura 9 meses durante los cuales se produce un excedente hídrico de 1016 mm.
- 14-10-4 Templado cálido mesotermal con régimen de humedad Per Húmedo (Cfb1pH). La temperatura oscila entre un máximo de enero de 21,2 °C y un mínimo de julio de 2,5 °C. Tiene un promedio de 159 días consecutivos libres de heladas. En el año se registra un promedio de 41 heladas. El período de temperaturas favorables a la actividad vegetativa dura 5 meses. Registra anualmente 650 días grado y 1.509 horas de frío acumuladas hasta el 31 de julio. La precipitación media anual es de 2.549 mm y un período seco de 0 meses, con un déficit hídrico de 7 mm/año. El período húmedo dura 11 meses durante los cuales se produce un excedente hídrico de 1.654 mm.

Diagrama Walter Lieth para la localidad de Maullín.

Los diagramas Walter Lieth muestran con un área azul los periodos en que las precipitaciones sobrepasan la cantidad de agua que el calor del sol evapora en el mismo lapso de tiempo, (un promedio de 10 °C mensuales evaporan 20 mm de agua caída) dejando un clima húmedo. Por el contrario, las zonas amarillas indican que durante ese tiempo el agua caída puede ser evaporada por el calor del sol. El área gris señala meses muy húmedos.

## Actividades económicas
- Central hidroeléctrica Canutillar

## Áreas bajo protección oficial y conservación de la biodiversidad
En el ítem se encuentran parcial- o totalmente los siguientes espacios protegidos:
- Área marina y costera protegida Lafken Mapu Lahual
- Monumento natural Lahuen Ñadi
- Parque nacional Alerce Andino
- Parque nacional Puyehue
- Parque nacional Vicente Pérez Rosales
- Reserva forestal Llanquihue
- Santuario de la naturaleza Bosque fósil de Punta Pelluco
- Santuario de la naturaleza Humedal Río Maullín
- Santuario de la naturaleza Parque Katalapi
- Santuario de la naturaleza Valle de Cochamó

## Historia
Entre otros sitios históricos, en las cuencas del ítem se encuentra Monte Verde, a orillas del estero Chinchihuapi, un sitio arqueológico que cambió la interpretación de la ocupación de América por los seres humanos.